# Grimaud (Var)
Grimaud település Franciaországban, Var megyében. Lakosainak száma 4557 fő (2022. január 1.). Grimaud La Garde-Freinet, Cogolin, Collobrières, La Môle, Le Plan-de-la-Tour és Sainte-Maxime községekkel határos.

## Népesség
A település népességének változása:
| Lakosok száma | 4035 | 4300 | 4479 | 4541 | 4553 | 4562 | 4607 | 4527 | 4557 |
|               | 2013 | 2015 | 2016 | 2017 | 2018 | 2019 | 2020 | 2021 | 2022 |